# Front Popular Patriòtic
El Front Popular Patriòtic (en hongarès Hazafias Népfront, HNF) va ser una aliança política hongaresa. Durant la seva primera etapa com a moviment de resistència en la clandestinitat i fins al 1949, va tenir un caràcter transversal, amb partits tant d'esquerra com de dreta. En endavant, adoptaria una estratègia front populista i com a moviment de masses del Partit Hongarès dels Treballadors, Partit Socialista Hongarès dels Treballadors a partir de 1956.

## Història
El 19 de març de 1944 es va formar el Front Hongarès, una aliança de partits i organitzacions hongareses clandestines durant l'ocupació alemanya. Estava format pel Partit de la Pau, forma que va adoptar el Partit Comunista en aquella etapa, el Partit Socialdemòcrata d'Hongria, el Partit Independent de Petits Propietaris, el Partit Nacional Camperol, grups de legitimistes i representants d'organitzacions catòliques i protestants. El seu òrgan central era el Comitè Administratiu constituït al setembre. Va ser presidit per Árpád Szakasits, i els seus membres eren: László Rajk (Partit de la Pau/KP), Gyula Kállai (Partit de la Pau/KP), Gyula Dessewffy (FKgP), Zoltán Tildy (FKgP), Imre Kovács (NPP), György Pallavicini (legitimista), József Pálffy (catòlics), Kenessey Pongrác (protestants).
El 2 de desembre de 1944 es va constituir a Szeged la continuació de l'aliança, anomenat Front d'Independència Nacional Hongarès, que tenia els mateixos components a més d'incloure el Partit Cívic Democràtic. L'estratègia conjunta plantejava la necessitat de recuperar la democràcia i l'administració pública local, a més d'organitzar l'Assemblea Nacional i Govern Provisionals. En aquell context el gran dominador del Front va ser el Partit Comunista, que va aconseguir que el Front adoptés bona part del seu programa, a excepció, de moment de nacionalitzacions a gran escala.
Durant el mateix any i fins 1945, es van celebrar les eleccions de 1944, realitzades en tres ocasions en assemblees públiques a 45 poblacions que estaven sota el control de l'Exèrcit Roig. A finals d'any es van poder celebrar les primeres eleccions amb normalitat, que van donar la victòria al Partit Independent de Petits Propietaris. En aquell context, superada l'emergència de la guerra i la transició del règim de Szálasi a la nova República, el Front va anar perdent la seva lògica inicial. Així, el Partit Comunista va anar reorientant l'estratègia inicial cap a un front populisme nítidament progressista, alhora que formava el Bloc d'Esquerra i iniciava un procés d'unitat amb els socialdemòcrates, que esdevindria en el Partit Hongarès dels Treballadors al 1948.
Finalment, l'1 de febrer de 1949 es donaria per dissolt l'antic Front, creant-se el successor Front d'Independència Popular Hongarès, escollint a Mátyás Rákosi com a president i a László Rajk com a secretari. Aquesta aliança estava formada pel Partit Hongarès dels Treballadors, el Partit Independent de Petits Propietaris, el Partit Nacional Camperol, el Partit Demòcrata Hongarès Independent i l'Aliança Radical Democràtica. Les eleccions de 1949 es van celebrar amb una única candidatura del Front en la qual van participar tots els partits membres. Posteriorment, la nova Assemblea va aprovar la formació de la República Popular Hongaresa, acabant de facto amb el sistema multipartidista.
Finalment, a la tardor de 1954 es va crear el Front Popular Patriòtic, com a successor de les anteriors aliances àmplies. El Primer Ministre Imre Nagy hi va tenir un paper cabdal, amb l'objectiu d'incorporar sectors de la població més enllà del Partit Hongarès dels Treballadors. Després de la Revolució de 1956, el Front va esdevenir l'expressió de la unitat nacional de caràcter socialista al país amb un sistema de partit únic, adquirint competències en la preparació i realització de les eleccions al Parlament, establiment de llistes, així com en la legislació o elaboració de projectes de llei.
Amb el canvi de règim, les seves funcions exclusives fins aleshores van cessar. Els seus membres van aprofitar l'estructura del Front per crear la Coalició Electoral Patriòtica, en la qual participava el propi Front amb altres dotze partits d'esquerres. Amb tot, va fracassar amb només l'1,87% dels vots, dissolent-se al 1990

## Resultats electorals

### Assemblea Nacional
| Any                                    | Vots                                   | %                                      | Escons                                 | +/–                                    | Pos.                                   | Govern                                 |
| Front d'Independència Popular Hongarès | Front d'Independència Popular Hongarès | Front d'Independència Popular Hongarès | Front d'Independència Popular Hongarès | Front d'Independència Popular Hongarès | Front d'Independència Popular Hongarès | Front d'Independència Popular Hongarès |
| -------------------------------------- | -------------------------------------- | -------------------------------------- | -------------------------------------- | -------------------------------------- | -------------------------------------- | -------------------------------------- |
| 1949                                   | 5,478,515                              | 97.1%                                  | 402 / 402                              | 402                                    | 1r                                     | Majoria                                |
| 1953                                   | 6,256,653                              | 99.0%                                  | 298 / 298                              | 104                                    | = 1r                                   | Majoria                                |
| Front Popular Patriòtic                |                                        |                                        |                                        |                                        |                                        |                                        |
| 1958                                   | 6,431,832                              | 99.6%                                  | 338 / 338                              | 40                                     | = 1r                                   | Majoria                                |
| 1963                                   | 6,813,058                              | 98.9%                                  | 340 / 340                              | 2                                      | = 1r                                   | Majoria                                |
| 1967                                   | 7,086,596                              | 99.7%                                  | 349 / 349                              | 9                                      | = 1r                                   | Majoria                                |
| 1971                                   | 7,189,125                              | 99.0%                                  | 352 / 352                              | 3                                      | = 1r                                   | Majoria                                |
| 1975                                   |                                        | 99.6%                                  | 352 / 352                              | =                                      | = 1r                                   | Majoria                                |
| 1980                                   | 7,462,593                              | 99.3%                                  | 352 / 352                              | =                                      | = 1r                                   | Majoria                                |
| 1985                                   | 7,145,601                              | 99.1%                                  | 387 / 387                              | 35                                     | = 1r                                   | Majoria                                |
| Coalició Electoral Patriòtica          |                                        |                                        |                                        |                                        |                                        |                                        |
| 1990                                   | 91,910                                 | 1.87%                                  | 0 / 386                                | Nou                                    | 11è                                    | Extraparlamentari                      |